# Condado de Torrance
El condado de Torrance es uno de los 33 condados del estado estadounidense de Nuevo México. La sede del condado es Estancia, al igual que su mayor ciudad. El condado tiene un área de 8.666 km² (de los cuales 3 km² están cubiertos por agua) y una población de 16.911 habitantes, para una densidad de población es de 2 hab/km² (según censo nacional de 2000). Este condado fue fundado en 1903.

## Evolución demográfica
A continuación se presenta una tabla que muestra la evolución de la población entre 1900 y 1990
| Año        | 1900 | 1910  | 1920 | 1930 | 1940  | 1950 | 1960 | 1970 | 1980 | 1990  |
| ---------- | ---- | ----- | ---- | ---- | ----- | ---- | ---- | ---- | ---- | ----- |
| Habitantes | n.d. | 10119 | 9731 | 9269 | 11026 | 8012 | 6497 | 5290 | 7491 | 10285 |